# Aldo Carcaci
Aldo Carcaci (Ougrée, 30 oktober 1949) is een Belgische politicus van de Parti Populaire en voormalig volksvertegenwoordiger.

## Levensloop
Carcaci is van Italiaanse afkomst. Hij werd nationaal secretaris van de Franstalige Federatie van Gehandicapten en de Franstalige Federatie van mutuele gepensioneerden, twee onderdelen van de Socialistische Mutualiteiten. Tevens was hij commercieel directeur bij Telindus en CEO van Base Technologies Africa in Ivoorkust.
Hij begon zijn politieke loopbaan als provincieraadslid van Luik voor de PS, een mandaat dat hij van 1981 tot 1985 uitoefende. Ook was hij van 1982 tot 1987 gemeenteraadslid, schepen van Sociale Zaken en OCMW-voorzitter van Saint-Georges-sur-Meuse. In 1987 stapte hij op als partijlid van de PS en verliet hij voor vele jaren de politiek.
In 2013 keerde hij terug naar de politiek door lid te worden van de Parti Populaire (PP) onder leiding van  van Mischaël Modrikamen. Bij de federale verkiezingen van 2014 was hij lijsttrekker van de PP-lijst van de kieskring Luik voor de Kamer van volksvertegenwoordigers en werd verkozen met 1924 voorkeurstemmen. Bij de verkiezingen van 2019 raakte hij niet herkozen.
Daarnaast was Carcaci actief in de voetbalwereld: van 2011 tot 2012 als voorzitter van UR Namur en daarvoor als secretaris-generaal van RFC Seraing.